# Plateau Mont-Royal

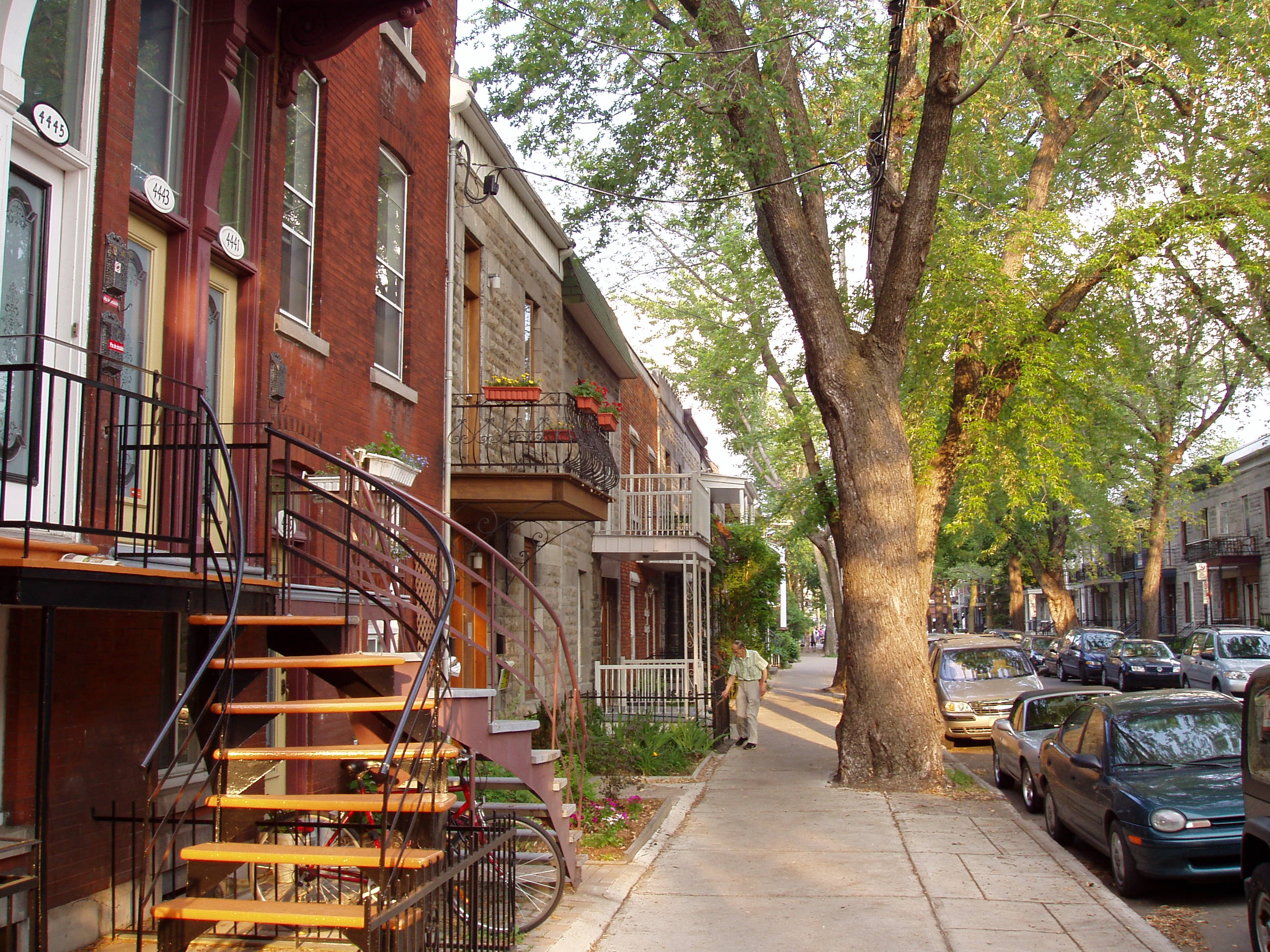
Straatbeeld, Plateau Mont-Royal

Plateau Mont-Royal (kortweg, le Plateau) is een wijk van de stad Montreal, in de Canadese provincie Quebec. De naam van de wijk geeft aan dat deze op een vlakke uitloper van de heuvel Mont Royal is gelegen.
De wijk Plateau Mont-Royal is onderdeel van het arrondissement (stadsdeel) Le Plateau-Mont-Royal.